# Richard Kandt

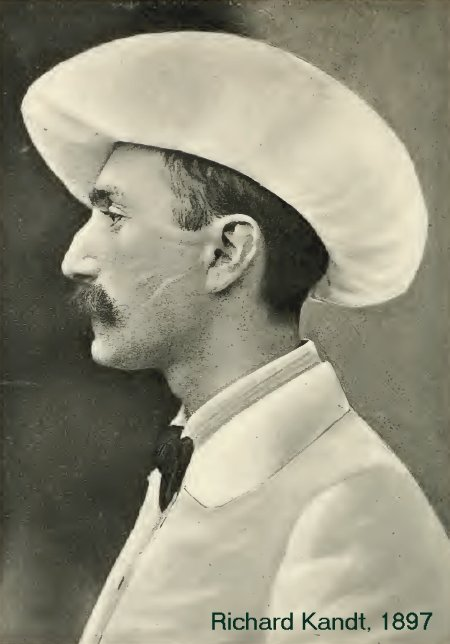
Richard Kandt (1897)

Richard Kandt (Posen, 17 december 1867 – Neurenberg, 26 april 1918), oorspronkelijke naam Kantorowicz, was een Duitse arts en ontdekkingsreiziger. Hij is bekend geworden als stichter van de huidige hoofdstad van Rwanda, Kigali.
Richard Kandt was vanaf 1887 lid van de Burschenschaft (studentenorganisatie) Rhenania-München. Hij was actief als psychiater in Bayreuth en München. Tussen 1897 en 1907 exploreerde hij het noordwesten van Duits-Oost-Afrika en in 1908 werd hij resident van het gouvernement Rwanda, waar hij Kigali stichtte.
Kandt is in Rwanda nog steeds een hoog geachte persoon. In zijn huis in Kigali is een natuurkundemuseum gevestigd.

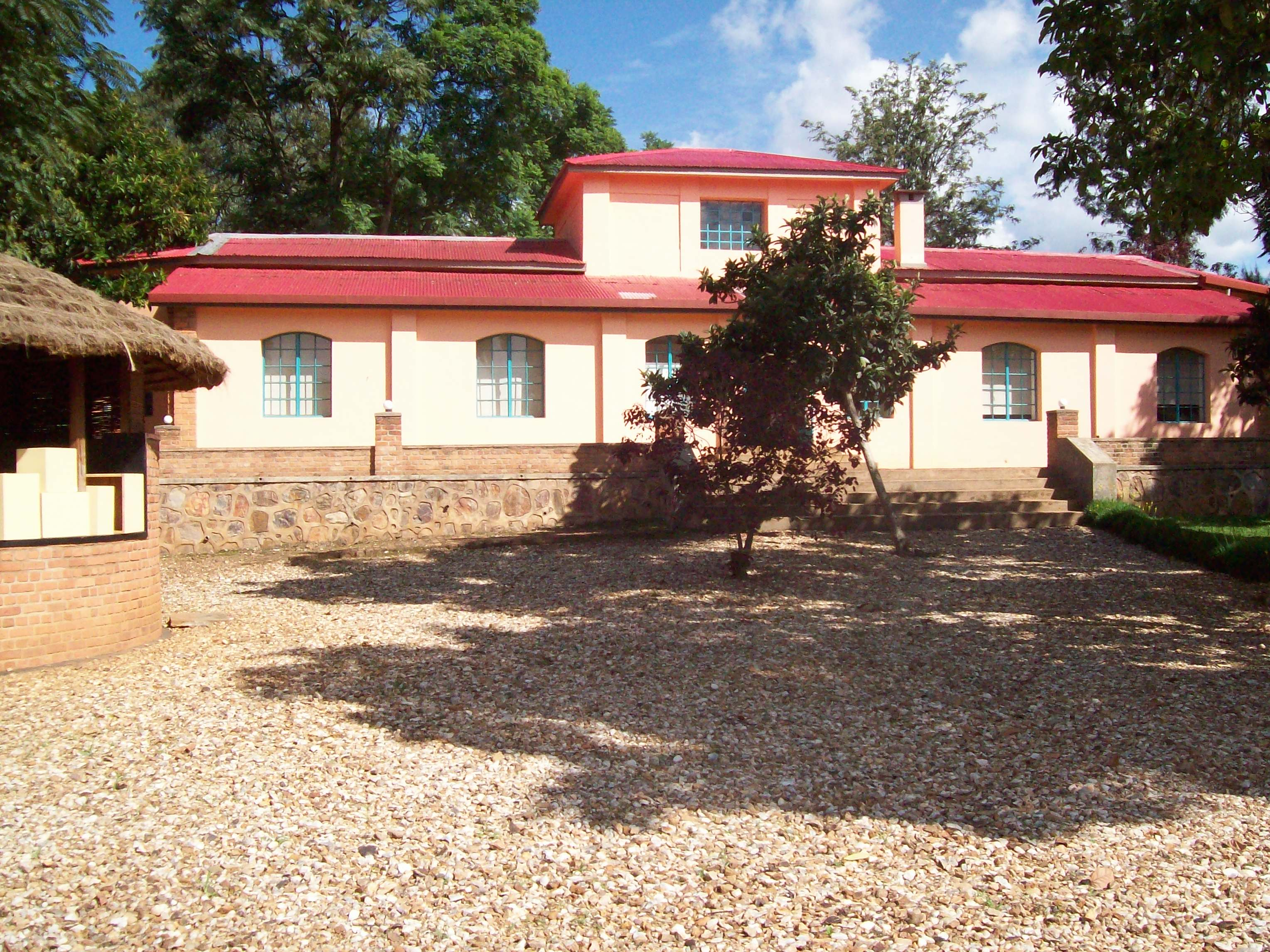
Kandt huis in Kigali

In het jaar 1898 ontdekte Richard Kandt in het Rwandese Nyungwe-woud een van de bronnen van de Nijl. In zijn werk Caput Nili beschreef hij deze gebeurtenis. Van 1899 tot 1901 wijdde hij zich aan het onderzoeken van het Kivumeer.

## Weblinks
- Kandt, Richard: Caput Nili; eine empfindsame Reise zu den Quellen des Nils. Berlin, 1904
- Kandt, Richard: Caput Nili; eine empfindsame Reise zu den Quellen des Nils. Band I. Berlin, 1914
- Kandt, Richard: Caput Nili; eine empfindsame Reise zu den Quellen des Nils. Band II. Berlin, 1914